# Люди на мосту
«Люди на мосту» — радянський художній фільм 1959 року режисера Олександра Зархі, знятий на кіностудії «Мосфільм».

## Сюжет
Після ліквідації посади начальника Івану Денисовичу Булигіну довелося повернутися до колишньої професії і стати мостобудівником. Сім'я прощається з упорядкованим життям і їде на будівництво моста через річку Північну… Прототипом послужила історія зняття з усіх посад великого господарника СРСР Лазаря Кагановича.

## У ролях
- Василь Меркур'єв —  Іван Денисович Булигін
- Наталія Медведєва —  Ганна Семенівна, дружина Булигіна
- Олександра Зав'ялова —  Олена
- Олег Табаков —  Віктор, син Булигіна
- Людмила Касьянова —  Ольга, дочка Булигіна
- Євген Шутов —  Андрій Пилипович Орлов
- Володимир Дружников —  Павло Якимович Одинцов
- Гліб Глєбов —  Петро Савелійович Паромов
- Юрій Соколик —  Сєдих
- Леонід Чубаров —  Євдокимов, тракторист
- Степан Каюков —  Ілля Ілліч Хорьков
- Анатолій Ведьонкін —  Удачин
- Ніна Дорошина —  Оксана
- Олексій Грибов —  начальник будівництва залізниці
- Надія Самсонова —  провідниця  (немає в титрах)
- Петро Должанов —  представник главку  (немає в титрах)

## Знімальна група
- Автор сценарію: Сергій Антонов
- Режисер: Олександр Зархі
- Оператор: Олександр Харитонов
- Художник: Абрам Фрейдін